# تالیجن
تالیجن (انگلیسی: Talygen) شرکت فناوری اطلاعات آمریکایی است، که در سال ۲۰۰۹ تأسیس شد.